# W87

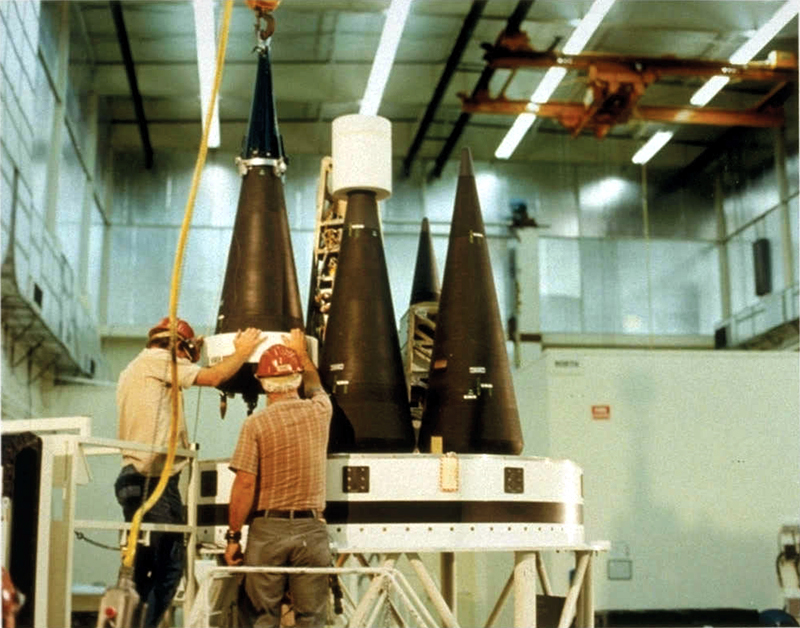
algumas ogivas

W87 é uma linha de ogivas termonucleares, irmã gémea mais nova da W88. Elas foram criadas para uso em mísseis XM(nome codigo do LGM-118 Peacekeeper), esses mísseis chegam a ter 12 ogivas dentro de um só, que foram feitos entre 1986 a 2005, a partir de 2007 200 ogivas W87 foram convertidas em mísseis com apenas uma ogiva para o LGM-30 Minuteman.

## Descrição
O projeto da W87 é muito semelhante ao do W88.  Começou a ser projetada em fevereiro de 1982 no Laboratório Nacional de Lawrence Livermore.  Tem os mecanismos mais modernos para estender sua vida útil e não deixar que exploda no estoque.  O rendimento original é de 300 quilotons, mas pode ser aumentado para 475 quilotons (mesmo rendimento da W88), o diâmetro do cone e de 55 cm, e altura de 175 cm, a massa varia de 200 a 270 quilogramas.

## W87-1
Uma versão melhorada da W87 foi criada para ser usada nos mísseis Midgetman.  Essa variante teve seus primários e secundários melhorados aumentando a potência para 475 quilotons (mesmo rendimento da W88), porém com o cancelamento do Midgetman também foi cancelada antes mesmo de qualquer teste.